# Gil Evans
Gil Evans (nascido Ian Ernest Gilmore Green, Toronto, 13 de maio de 1912 — Cuernavaca, México, 20 de março de 1988) foi um pianista de jazz canadense.

## Discografia
- Gil Evans and Ten (1957)
- New Bottles, Old Wine (1958) (com Julian Cannonball Adderley)
- Great Jazz Standards (1959)
- Out of the Cool (1960)
- Into the Hot (1961) (com Cecil Taylor, John Carisi)
- The Individualism of Gil Evans (1964)
- Verve Jazz Masters 23: Gil Evans (1963–1964)
- Guitar Forms (1965) (com Kenny Burrell)
- Look To The Rainbow (1966) (com Astrud Gilberto)
- Svengali (1973)
- Plays the Music of Jimi Hendrix (1975)
- There Comes a Time (1975)
- Little Wing (1978)
- Live at the Public Theater Volume 1 & 2 (1980)
- Live at Sweet Basil
- Farewell (1986)
- Bud and Bird (1986)
- Live at Umbria Jazz: Volume 1 & 2 (1987)
- 75th Birthday Concert (1987)
- Paris Blues (1987) (duo com Steve Lacy)
- Last Session (1987) (com Sting)
- A Tribute to Gil (1988)